# هنري إل. أوبراين
هنري إل. أوبراين (بالإنجليزية: Henry L. O'Brien)‏ هو سياسي أمريكي، ولد في 1869 في بروكلين في الولايات المتحدة، وتوفي في 8 فبراير 1935. حزبياً، نشط في الحزب الديمقراطي. وقد انتخب عضو مجلس ولاية نيويورك.